# Кохимска битка
Кохимската битка от 4 април до 22 юни 1944 година е битка при град Кохима в Индия, част от Операция „Уго“ в Бирманската кампания на Втората световна война.
Войски на Япония навлизат в Нагаланд от Бирма и завземат височините край столицата Кохима, за да прекъснат връзките със силите на Британската империя, блокирани в Импхал. След пристигането на подкрепления британците контраатакуват, но японците отстъпват с бой, блокирайки пътя към Импхал в продължение на още месец.